# Walter Buhle
Pour les articles homonymes, voir Buhle.
Walter Buhle, né le 26 octobre 1894 à Heilbronn  et mort le 28 décembre 1959 à Stuttgart, est un officier allemand qui a participé à la première et à la Seconde Guerre mondiale. Au cours de celle-ci, il devient officier d'état major à l’OKW à partir de 1942, et il est blessé lors de l'attentat du 20 juillet 1944. En 1945, il est nommé responsable de l’armement de l’armée.

## Biographie
Buhle rejoint l'armée en tant que cadet en juillet 1913 dans le 124e régiment d'infanterie (de) de l'armée wurtembergeoise. À l'école de guerre de Bad Hersfeld, il est d'abord promu sergent-major le 1er décembre 1913, puis enseigne de vaisseau le 22 mars 1914. Lorsque la Première Guerre mondiale éclate, il retourne à son régiment et est engagé avec lui sur le front occidental. En avril 1915, le lieutenant Buhle (depuis le 7 août 1914) rejoint le 122e régiment d'infanterie (de) et y est grièvement blessé.
Entre les deux guerres, il siège à l'état-major de la Reichswehr dans l'infanterie et dans la cavalerie. Lors du déclenchement de la Seconde Guerre mondiale, il est Oberst (colonel) dans la Wehrmacht. Il est nommé chef de la section des organisations du haut commandement de l'armée, et il a sous ses ordres le colonel Claus von Stauffenberg.
Il est blessé lors de l'attentat du 20 juillet 1944 au quartier général de la Wolfsschanze à Rastenburg, en province de Prusse-Orientale. Il est entré dans la salle de conférence avec Stauffenberg. Lors de la réunion, il soulève un point dont la réponse aurait pu venir de Stauffenberg, mais celui-ci n'est plus présent. Perplexe, Buhle regarde dans le couloir. Un téléphoniste lui dit que Stauffenberg vient de quitter le bâtiment : il revient alors dans la salle de conférence. Quelques minutes plus tard, la bombe explose.
Walter Buhle s'est remis de ses blessures et dans les derniers jours de l'Allemagne nazie, Adolf Hitler l'a nommé chef de l'armement pour l'armée.
Walter Buhle participe à la bataille de Berlin. Il se retranche dans le camp de Zossen, à Maybach II, anciennement occupé par l'Abwehr. Il découvre dans les sous-sols un coffre fort contenant notamment 5 volumes du journal de l'amiral Wilhelm Canaris, fort compromettant et transmet ses documents à Ernst Kaltenbrunner. Ce dernier en fait part à Adolf Hitler qui ordonne aussitôt  l'anéantissement immédiat des conjurés  auxquels l'amiral lui-même, Dietrich Bonhoeffer, Karl Sack ainsi que les officiers Hans Oster et Ludwig Gehre font partie. Ils sont tous, après un simulacre de procès, exécutés le 9 avril 1945 au camp de concentration de Flossenbürg.[réf. nécessaire]
Après la guerre, il est emprisonné pendant deux ans, puis il vit à Stuttgart, où il meurt en 1959.

## Décorations
- Croix de fer de 1914
  - 1re classe
  - 2e classe
- Croix de chevalier de l'ordre Royal de Hohenzollern avec épées
- Croix de chevalier de l'ordre du Mérite militaire (Wurtemberg)
- Insigne des blessés (1918)
  - en noir
- Croix de fer de 1939
  - 1re classe
  - 2e classe
- Insigne des blessés (20 juillet 1944)